# Why Love Is Blind
Why Love Is Blind è un cortometraggio muto del 1916 diretto da George O. Nicholls (George Nichols).

## Produzione
Il film fu prodotto dalla Selig Polyscope Company.

## Distribuzione
Distribuito dalla General Film Company, il film - un cortometraggio in una bobina - uscì nelle sale cinematografiche statunitensi il 17 gennaio 1916.